# وريد مساريقي علوي

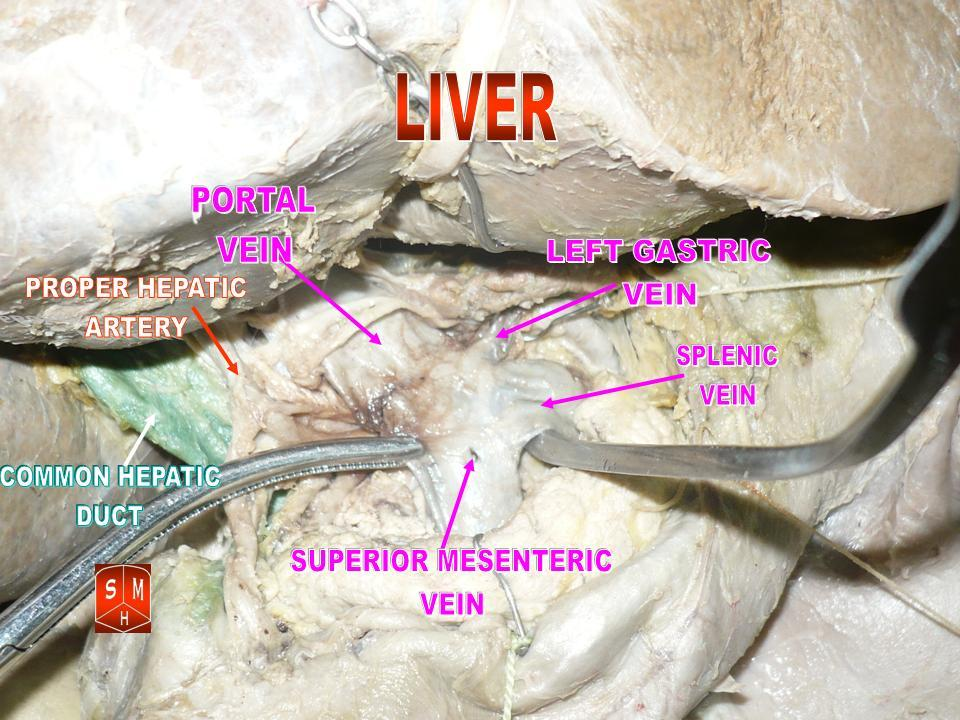
الوريد المساريقي العلوي

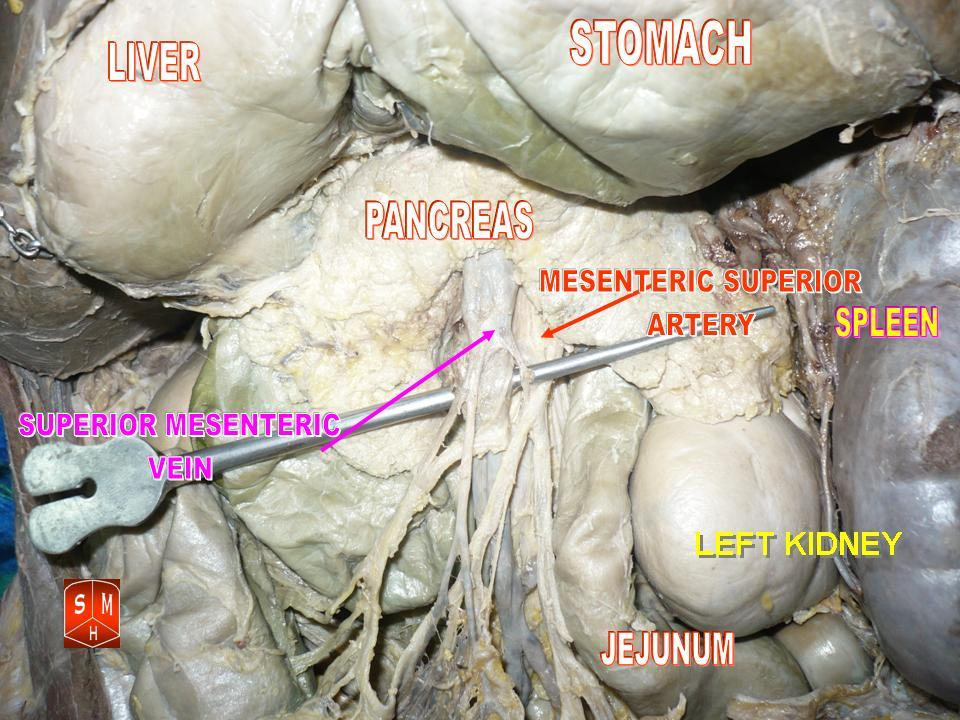
الوريد المساريقي العلوي

الوريد المساريقي العلوي هو وريد يقوم بتصريف الدم من الأمعاء الدقيقة متمثلة في (الصائم واللفائفي). عند نهاية الوريد وخلف عنق المعثكلة، يتصل الوريد المساريقي العلوي مع الوريد الطحالي ليكوّنا الوريد البابي الكبدي. يتموضع الوريد المساريقي العلوي بشكل عام أيمن الشريان المساريقي العلوي، وهذا الشريان ينشأ في الأصل من الأبهر البطني.

## الروافد
تقوم روافد الوريد المساريقي العلوي بتصريف الدم من الأمعاء الدقيقة، والأمعاء الغليظة، والمعدة، والمعثكلة، والزائدة الدودية، وهذه الروافد تتضمن:
- وريد معدي ثربي أيمن
- وريد معثكلي إثناعشري سفلي
- أوردة الصائم
- أوردة اللفائفي
- الوريد القولوني الأوسط - يقوم بتصريف القولون المستعرض
- وريد قولوني أيمن - يقوم بتصريف القولون الصاعد
- الوريد اللفائفي القولوني

## الاضطرابات
خثار الوريد المساريقي العلوي هو حالة نادرة، لكنه سبب مهم جدًّا لنقص تروية المساريقا ويمكن أن يكون قاتلًا. وتمثل حالات الخثار 10-15% من حالات نقص تروية المساريقا.

## وصلات خارجية
- مقالة ii/m/MESENTERIC_VEIN_SUPERIOR في موسوعة جنرال اليكتريك الطبية
- صور تشريحية:39:02-0102 في مركز داونستيت الطبي التابع لجامعة نيويورك - "الأمعاء والمعثكلة والوريد المساريقي العلوي"
- صور تشريح صني 8696